# Falkenberg (Oberpfalz)

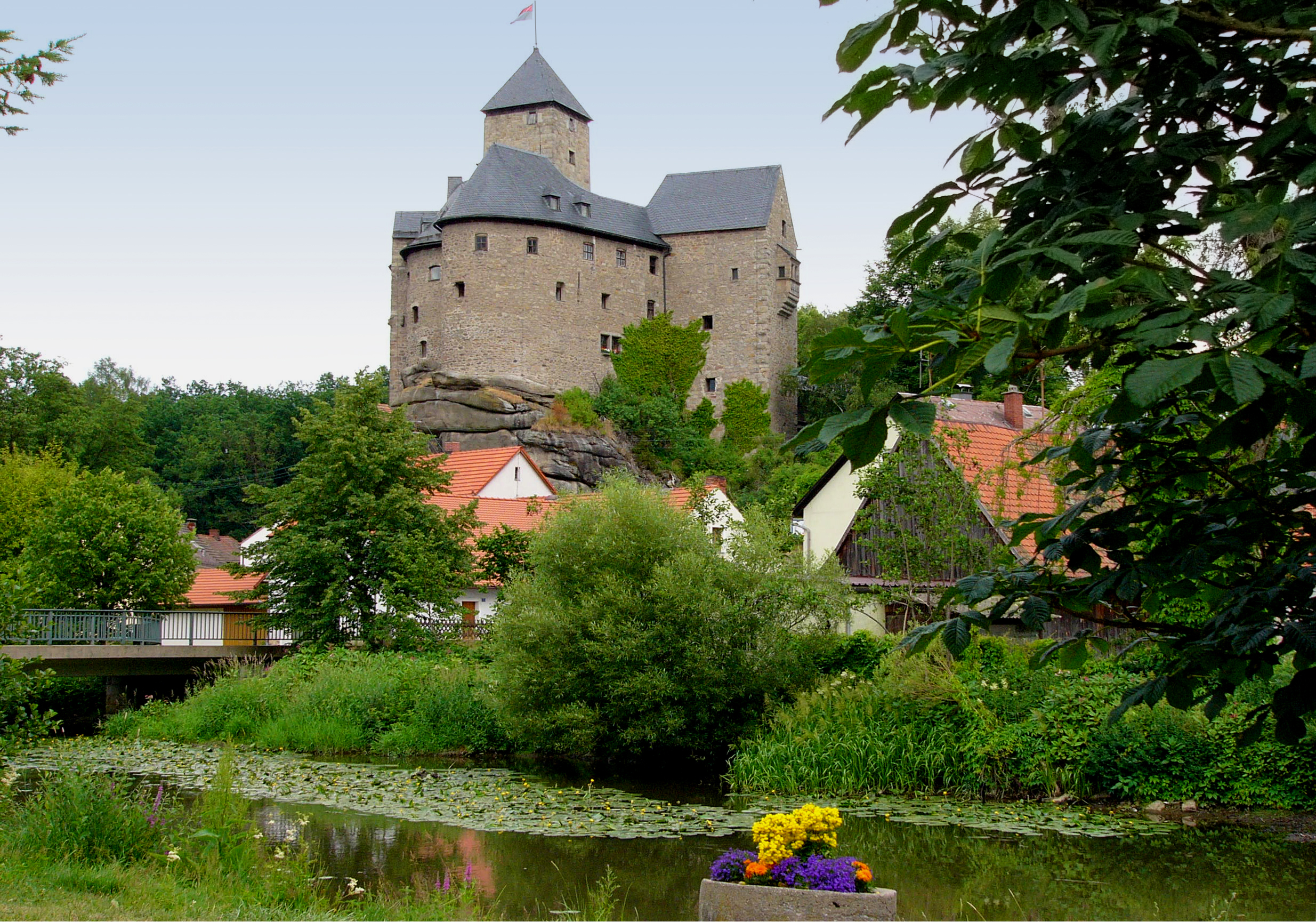
Falkenberg (Oberpfalz)

Falkenberg (Oberpfalz) este o comună-târg din districtul  Tirschenreuth, regiunea administrativă Palatinatul Superior, landul Bavaria, Germania.